# روبرت وليامز (قسيس)
روبرت وليامز (بالإنجليزية: Robert Williams)‏ هو قسيس أمريكي، ولد في 21 يوليو 1955 في أبيلين في الولايات المتحدة، وتوفي في 24 ديسمبر 1992 في بوسطن في الولايات المتحدة بسبب إيدز.